# لیندومه
شهر لیندومه (به سوئدی: Lindome) در ناحیه شهری مولندال در کشور سوئد واقع شده‌است. جمعیت این شهر ۱۵۱۷٫۱  نفر است.